# Jimmy Yancey
Jimmy Yancey (Chicago, 20 de febrero de 1898-17 de septiembre de 1951) fue un pianista y compositor estadounidense).
Desde los seis años de edad, su padre, músico de vaudeville, lo llevó consigo en sus giras (no sólo a través del país sino también de Europa) como cantante y bailarín de tap. En 1915 regresa a Chicago, se dedica al béisbol y recibe de su hermano Alonzo, pianista de ragtime, los rudimentos de la técnica pianística. Ocasionalmente toca en clubes, pero es en las house-parties en donde gana renombre. A pesar de este reconocimiento, Yancey abandona la música por varios años para trabajar como vigilante en el Comiskey Park de Chicago. Redescubierto por William Russel en 1938, al año siguiente comienza por fin a grabar gracias a la oportunidad ofrecida por Dan Qualey, dueño de la recién fundada disquera Solo Art. En 1939, durante su primera sesión de grabación registró "The Fives". Grabó también con su esposa, Estelle "Mama" Yancey, con quien actuó en 1948 en el Carnegie Hall de Nueva York. En 1951 ofreció su último recital, junto a Cripple Clarence Lofton. 